# Animales de gran altitud

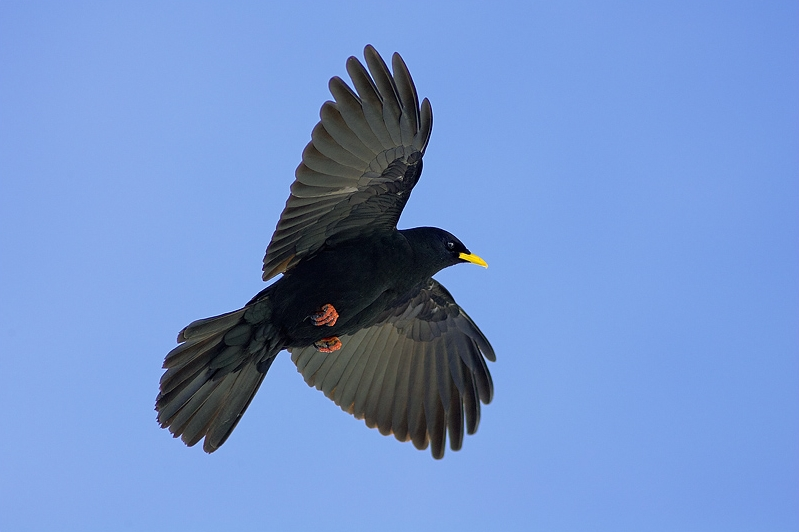
La chova piquigualda en pleno vuelo

Ciertos animales  pueden vivir a gran altitud, ya sea en la tierra, en el agua, o en el aire mientras vuelan. La disponibilidad reducida de oxígeno y la disminución de la temperatura hacen que la vida a tales altitudes sea desafiante, aunque muchas especies se han adaptado exitosamente a través de cambios fisiológicos considerables. Al contrario de la aclimatación a corto plazo (respuesta fisiológica inmediata al entorno cambiante), la adaptación a grandes altitudes implica respuestas fisiológicas evolucionadas irreversibles a entornos de gran altitud, las cuales están asociadas con cambios genéticos hereditarios y conductuales. Entre estos animales, sólo pocos mamíferos (como el yak, la cabra salvaje, la gacela tibetana, la vicuña, la llama, la cabra de montaña, etc.) y ciertas aves se han adaptado completamente a entornos de gran altitud.
Las poblaciones humanas como los tibetanos, los sudamericanos y los etiopianos habitan en las montañas del Himalaya, de los Andes y de Etiopía respectivamente. La adaptación de los humanos a las grandes altitudes representa uno de los mejores ejemplos de la selección natural en acción.
Las adaptaciones a ambientes de gran altitud son un ejemplo de evolución convergente, debido a que las adaptaciones ocurren simultáneamente en tres continentes. Tanto los humanos de la etnia del Tíbet como los perros domésticos del Tíbet sufrieron una mutación genética, EPAS1. Esta mutación no ha sido vista en humanos andinos, mostrando el efecto de un entorno compartido en la evolución.

## Invertebrados
Los tardígrados viven en todo el mundo, incluyendo en lo alto de la cordillera del Himalaya. Los tardígrados son capaces de sobrevivir a temperaturas cercanas al cero absoluto (-273 °C (-459,4 °F)), a temperaturas tan altas como 151 °C (303,8 °F), a niveles de radiación que matarían a otros animales, e incluso a casi una década sin agua. Desde el 2007, grupos de tardígrados han regresado con vida desde estudios en los que han sido expuestos al vacío del espacio exterior en la órbita baja de la Tierra.
Otro invertebrado con hábitat de gran altitud es Euophrys omnisuperstes, una araña que vive en la región de la cordillera del Himalaya en altitudes de hasta 6,700 m (22,000 ft); se alimenta de insectos que son arrastrados hacia las montañas por el viento. Los colémbolos, llamados pulgas de nieve, también viven en el Himalaya. Están activos durante todo el invierno, en gran parte porque su sangre contiene un compuesto similar a un anticongelante. En cambio, otros logran deshidratar sus cuerpos, impidiendo la formación de cristales en su interior.
Los insectos pueden volar a altitudes muy elevadas. En 2008, una colonia de abejorros fue descubierta sobre el Monte Everest, a más de 5,600 metros (18,400 pies) por encima del nivel de mar, hasta ahora la altitud más grande conocida para un insecto. En pruebas subsecuentes, algunas abejas aún eran capaces de volar dentro de una cámara de vuelo qué recreaba una atmósfera de 9,000 metros (30,000 pies) de altura.
Vuelo arácnido es un término utilizado para referirse al mecanismo que muchas arañas, especialmente las especies pequeñas, así también como algunos ácaros y orugas, usan para dispersarse a través del aire. Algunas arañas han sido detectadas por globos meteorológicos que recogen muestras de aire a casi 5 km (16000 pies) sobre el nivel de mar. Esta es la manera más común que tienen las arañas para colonizar islas remotas y cimas de montañas.

## Peces

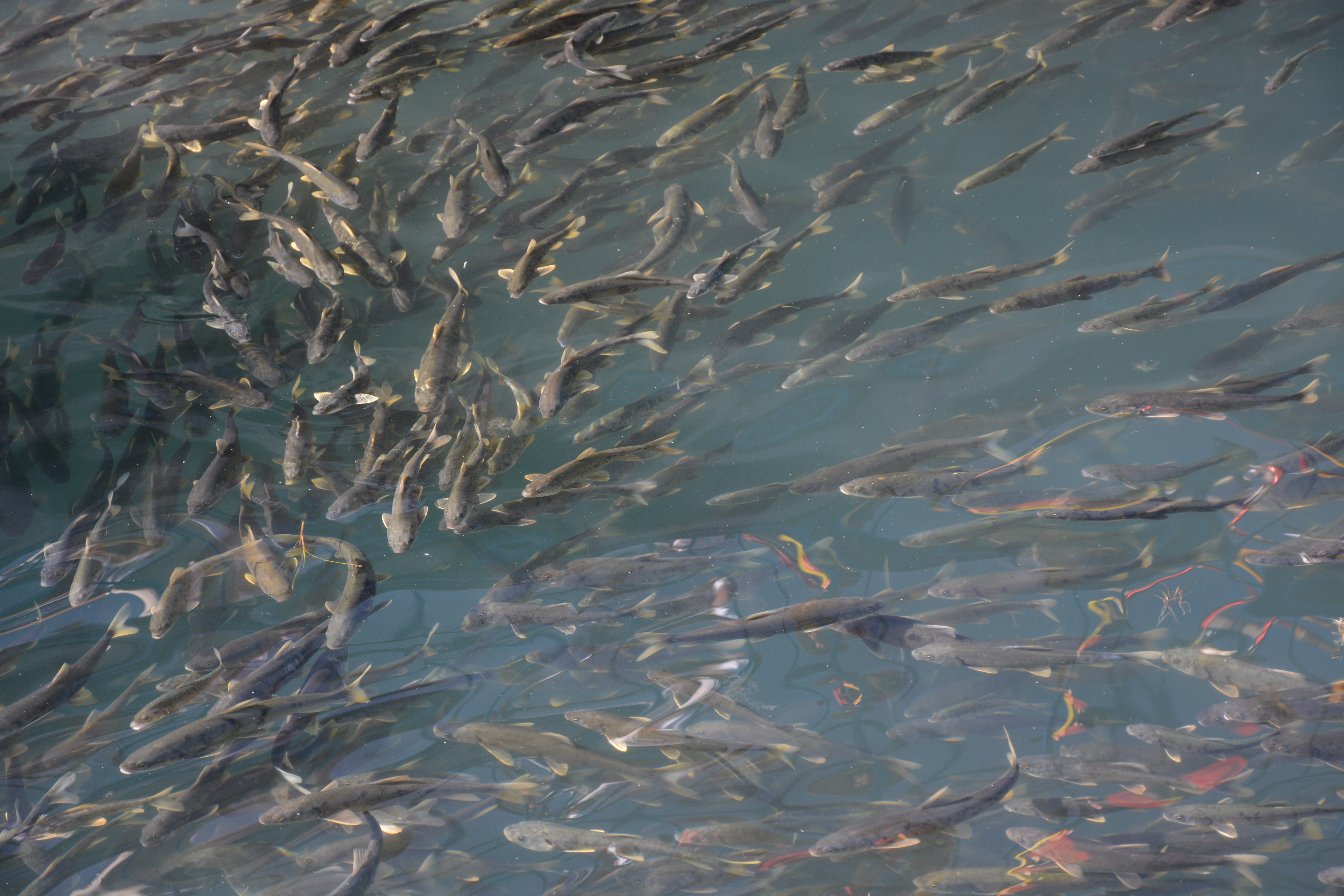
Carpa Gymnocypris przewalskii en el Lago Qinghai a 3,205 m (10,515 ft)

Los peces que habitan a grandes altitudes tienen una tasa metabólica más baja, como ha sido demostrado con la trucha degollada de montaña (Oncorhynchus clarkii lewisi) comparándola a la trucha arcoíris de llanura introducida en la cuenca del río Oldman. En los invertebrados acuáticos que habitan a grandes altitudes, existe también una tendencia general a la predominancia de cuerpos más pequeños y a una menor riqueza de especies, lo cual probablemente se deba a las bajas presiones parciales de oxígeno. Estos factores pueden disminuir la productividad en hábitats de gran altitud, por lo que habrá menos energía disponible para el consumo, el crecimiento, y la actividad, lo cual representa una ventaja para los peces con demandas metabólicas bajas.
La carpa de cueros del Lago Qinghai, como otros miembros de la familia de la carpas, puede utilizar el remodelamiento de branquias para aumentar la absorción de oxígeno en ambientes hipóxicos. La respuesta de la carpa de cueros a condiciones frías y de poco oxígeno parece ser parcialmente mediada por el factor inducible de hipoxia 1-alfa (HIF-1). Aún es incierto si esta es una característica común en otros peces de gran altitud o si el remodelamiento de branquias y el uso del factor HIF-1 para la adaptación al frío está limitado a la carpa.

## Mamíferos

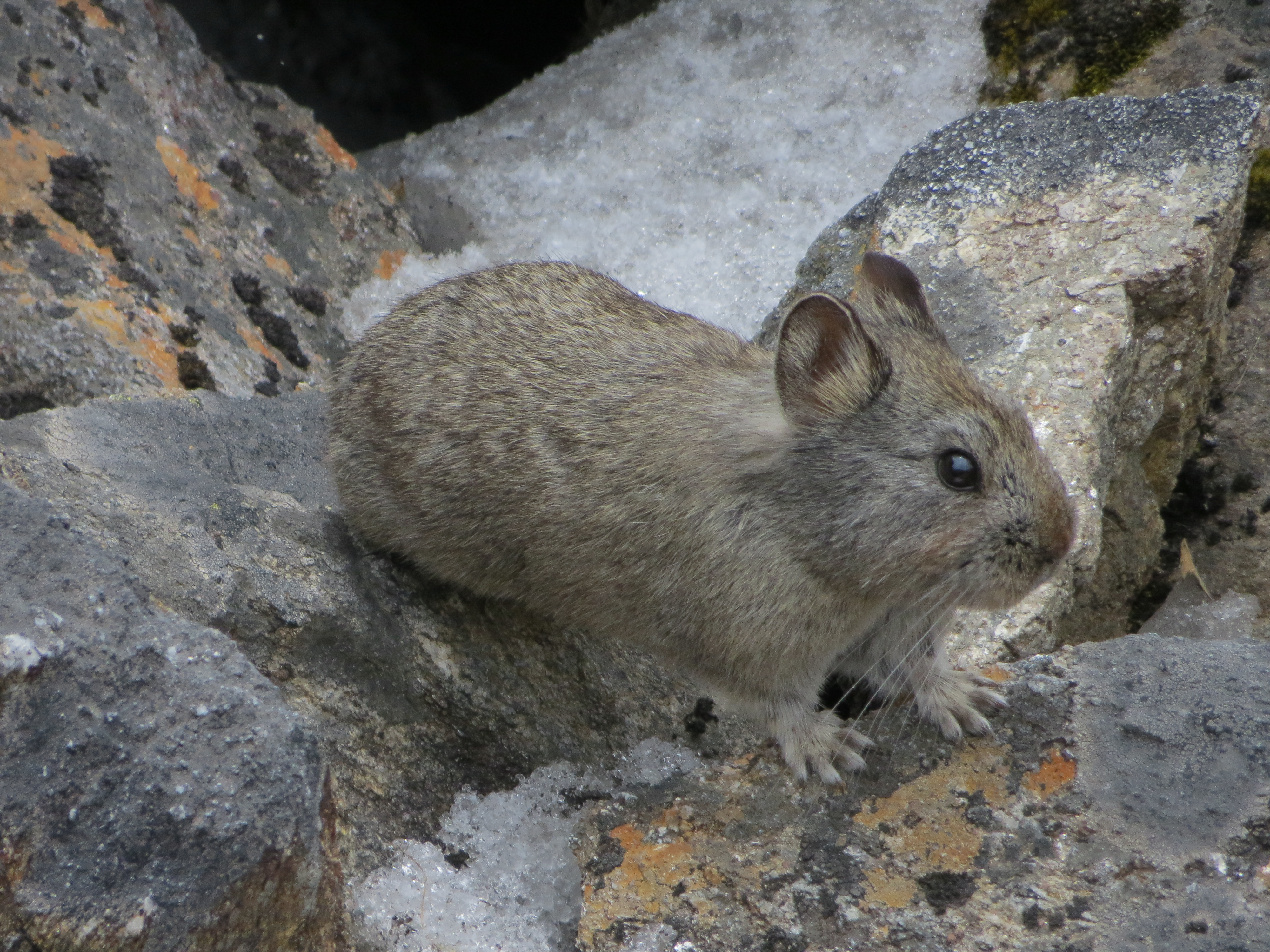
La ochotona himalaya vive en altitudes de hasta 4,200 m (13,800 ft)

Los mamíferos son también conocidos por residir en altitudes elevadas y exhibir un sorprendente número de adaptaciones en términos de morfología, fisiología y comportamiento. La meseta tibetana tiene muy pocas especies de mamíferos, tales como el lobo, el kiang (asno salvaje tibetano), el goas, el chirú (antílope tibetano), el yak salvaje, el leopardo de las nieves, el zorro tibetano, la cabra, la gacela, el oso pardo himalayo y el búfalo de agua. En términos generales, estos mamíferos pueden ser categorizados en dos grandes grupos con base en su adaptabilidad a grandes altitudes: eurybarc y stenobarc. Aquellos que son capaces de sobrevivir en una amplia variedad de regiones a gran altitud son los eurybarc, e incluyen especies como el yak, la capra, la gacela tibetana del Himalaya, y las vicuñas, llamas, venados y tarucas de los Andes. La categoría stenobarc incluye a aquellos mamíferos con una menor capacidad para soportar un rango de diferentes altitudes, tales como conejos, cabras blancas, ovejas, y gatos. Entre los animales domésticos, los yaks son quizás los animales que habitan a mayor altitud. Los herbívoros salvajes del Himalaya tales como el tar del himalaya, el morkhor y el rebeco son particularmente interesantes debido a su versatilidad ecológica y a su tolerancia.

### Roedores
Varios roedores vive a grandes altitudes, incluyendo ratones ciervo, conejillos de indias y ratas. Estos roedores hacen uso de varios mecanismos para sobrevivir a estas condiciones duras, incluyendo la alteración genética del gen que codifica para la hemoglobina en los conejillos de indias y en los ratones ciervo. Los ratones ciervo utilizan un alto porcentaje de grasas como combustible metabólico para retener los carbohidratos que luego serán usados para una pequeña explosión de energía.
Entre los otros cambios fisiológicos presentes en los roedores de gran altitud se incluye el incremento de la frecuencia respiratoria y la alteración de la morfología de los pulmones y el corazón, permitiendo que el intercambio de gases sea más eficaz. En los ratones de gran altitud, los pulmones tienen más capilares, además de que el ventrículo derecho del corazón, el cual bombea sangre a los pulmones, es más pesado (esto último aplica también para las ratas).
En altitudes elevadas, algunos roedores incluso cambian su zona térmica neutra para así mantener un índice metabólico basal normal a temperaturas más frías.

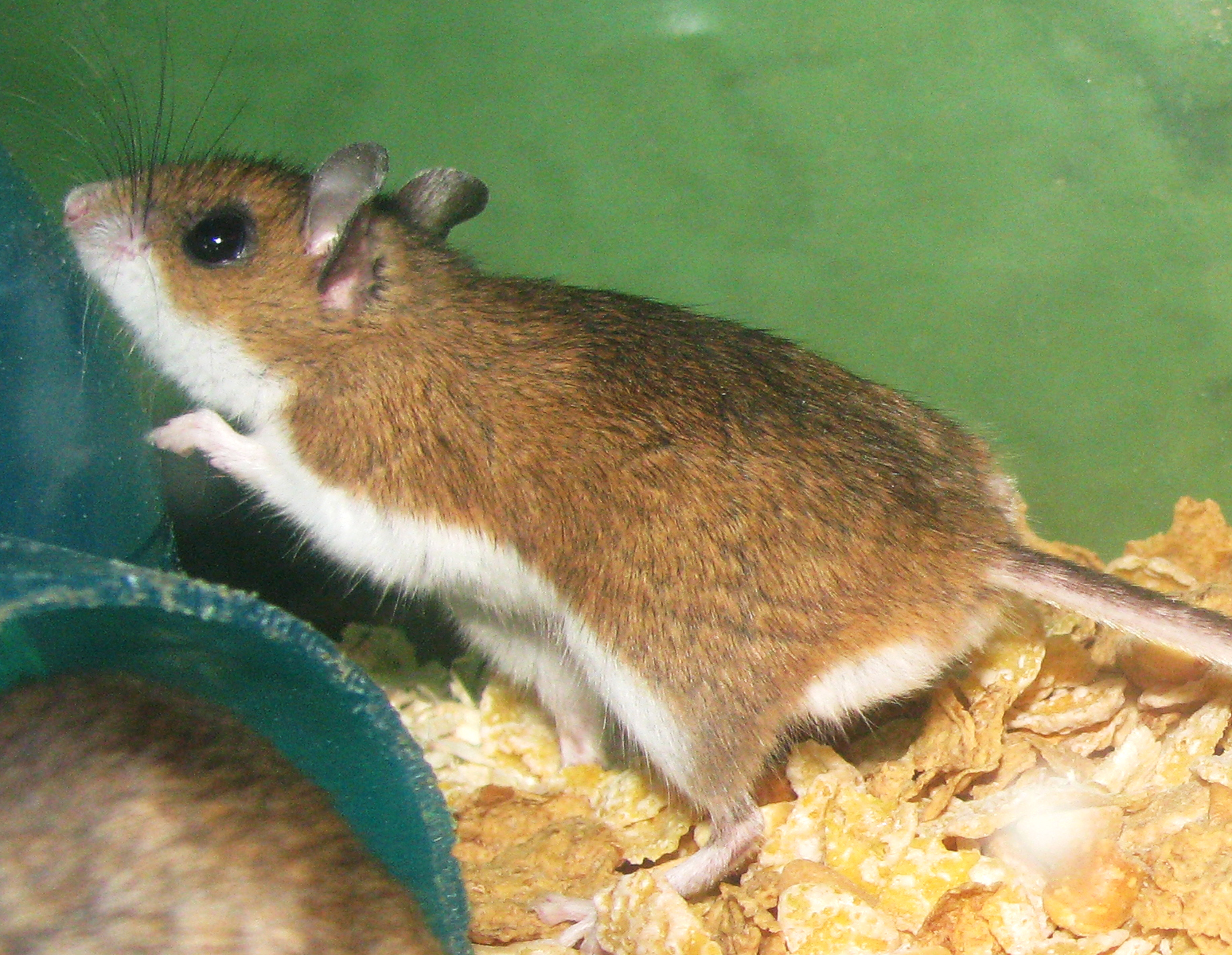
El ratón ciervo

El ratón ciervo (Peromyscus maniculatus) es la especie más estudiada, además de los humanos, en términos de adaptación a grandes altitudes. Se ha encontrado que el ratón ciervo nativo de las tierras altas de los Andes (hasta 3,000 m) tiene relativamente un bajo contenido de hemoglobina. La medición de parámetros como la ingesta de comida, la masa del intestino y la masa del órgano cardiopulmonar indicaron un aumento proporcional en los ratones que habitaban a grandes altitudes, lo cual muestra que la vida a grandes altitudes requiere de niveles más altos de energía. Las variaciones en los genes de globina (α y β-globina) parecen ser la base del incremento de la afinidad al oxígeno de la hemoglobina y del transporte más rápido de oxígeno. Al hacer una comparación estructural con la hemoglobina normal, se puede apreciar que la hemoglobina del ratón ciervo carece del puente de hidrógeno entre el α1Trp14 en la hélice A y el α1Thr67 en la hélice E a causa de la sustitución del Thr67Ala. Además, hay un único puente de hidrógeno en la interface de α1β1 entre los residuos α1Cys34 y β1Ser128. Las especies nativas peruanas de ratones (Phyllotis andium y Phyllotis xanthopygus) se han adaptado a lo alto de los Andes gracias a que utilizan proporcionalmente más carbohidratos y a que tienen una mayor capacidad oxidativa de los músculos cardíacos en comparación con las especies nativas (Phyllotis amicus y Phyllotis limatus) de baja altitud (100–300 m), con las cuales están estrechamente relacionadas. Esto muestra que los ratones de montaña han evolucionado para desarrollar un proceso metabólico que economiza el uso de oxígeno durante las actividades físicas en condiciones hipóxicas.

### Yaks

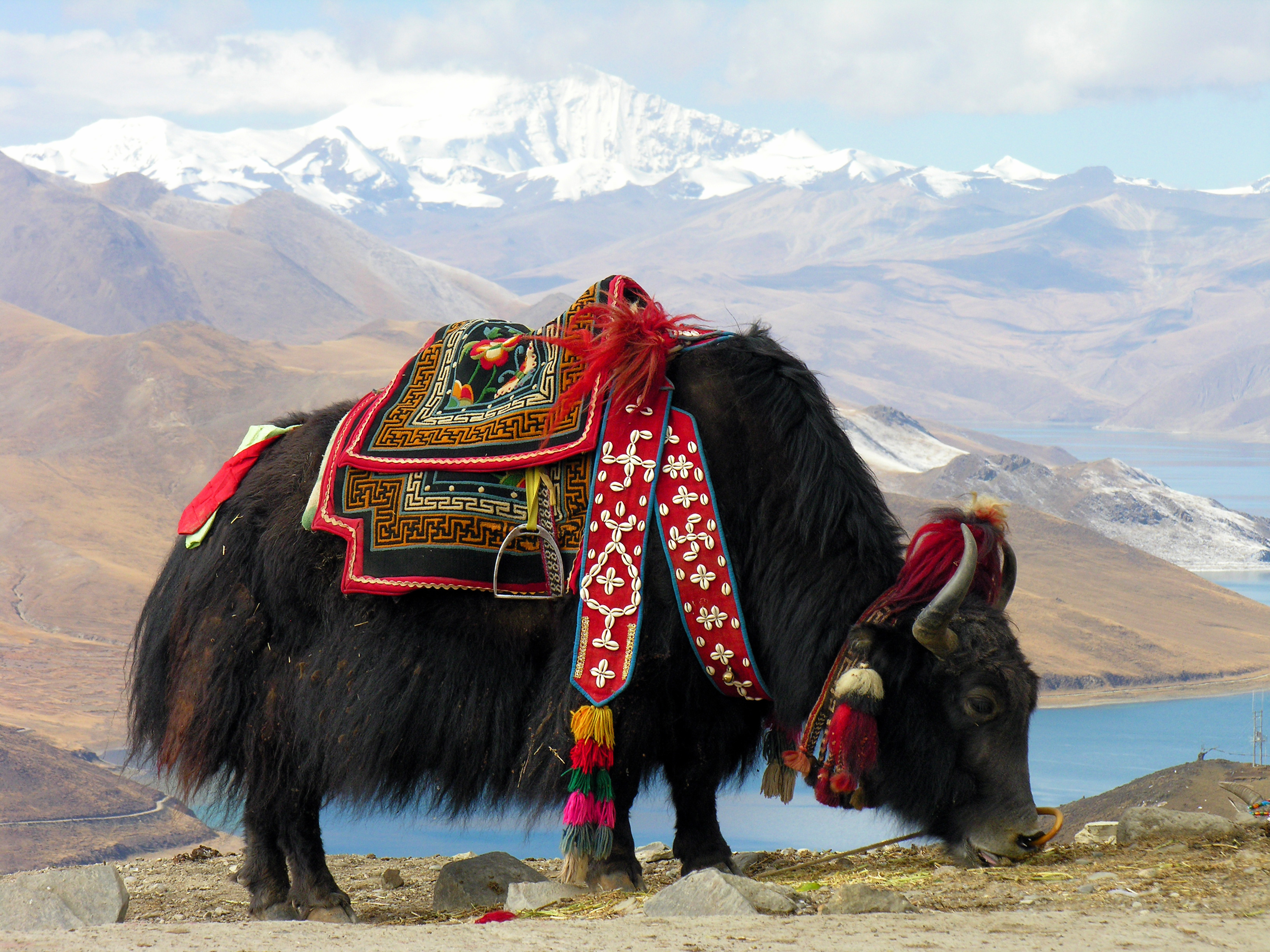
Yak doméstico en el lago Yamdrok.

Entre los animales domésticos, los yaks (Bos grunniens) son los animales que tienen el hábitat más alto del mundo, viviendo a 3,000–5,000 metros (9,800–16,400 ft) de altura. El yak es el animal doméstico más importante para los habitantes del Tíbet de la provincia Qinghai de China, debido a que representan la fuente primaria de leche, carne y fertilizantes. A diferencia de otros yaks u otras especies de ganado, los cuales sufrirían de hipoxia en la altiplanicie tibetana, el yak tibetano doméstico sólo puede prosperar a grandes altitudes, y no en tierras bajas. Su fisiología está bien adaptada a grandes altitudes, ya que cuentan con un corazón y unos pulmones proporcionalmente más grandes que los de otro tipo de ganado, así como una mayor capacidad para transportar oxígeno a través de su sangre. En los yaks, el factor inducible de la hipoxia 1 (HIF-1) presenta una expresión alta en el cerebro, los pulmones, y los riñones, mostrando así su importante papel en la adaptación a entornos con bajas concentraciones de oxígeno. El 1 de julio de 2012, se publicaron los análisis y la secuencia genómica completa de una hembra de yak doméstico, proporcionando de este modo ideas importantes para comprender la divergencia en mamíferos y la adaptación a grandes altitudes. Se identificaron algunas expansiones de ciertos genes que se relacionan con la percepción sensorial y con el metabolismo energético. Además, los investigadores encontraron un enriquecimiento de dominios proteicos, relacionados con el entorno extracelular y el estrés hipóxico, que experimentaron selección positiva y una evolución rápida. Por ejemplo, se encontraron tres genes que podrían jugar un papel importante en la regulación de la respuesta del cuerpo a la hipoxia, y cinco genes que estaban relacionados con la optimización de energía cuando hay escasez de alimento en la meseta extrema. Se sabe que un gen en particular, el ADAM-17, también presente en las poblaciones humanas de gran altitud en el Tíbet, está implicado en la regulación de las respuestas a bajos niveles de oxígeno.

### Humanos

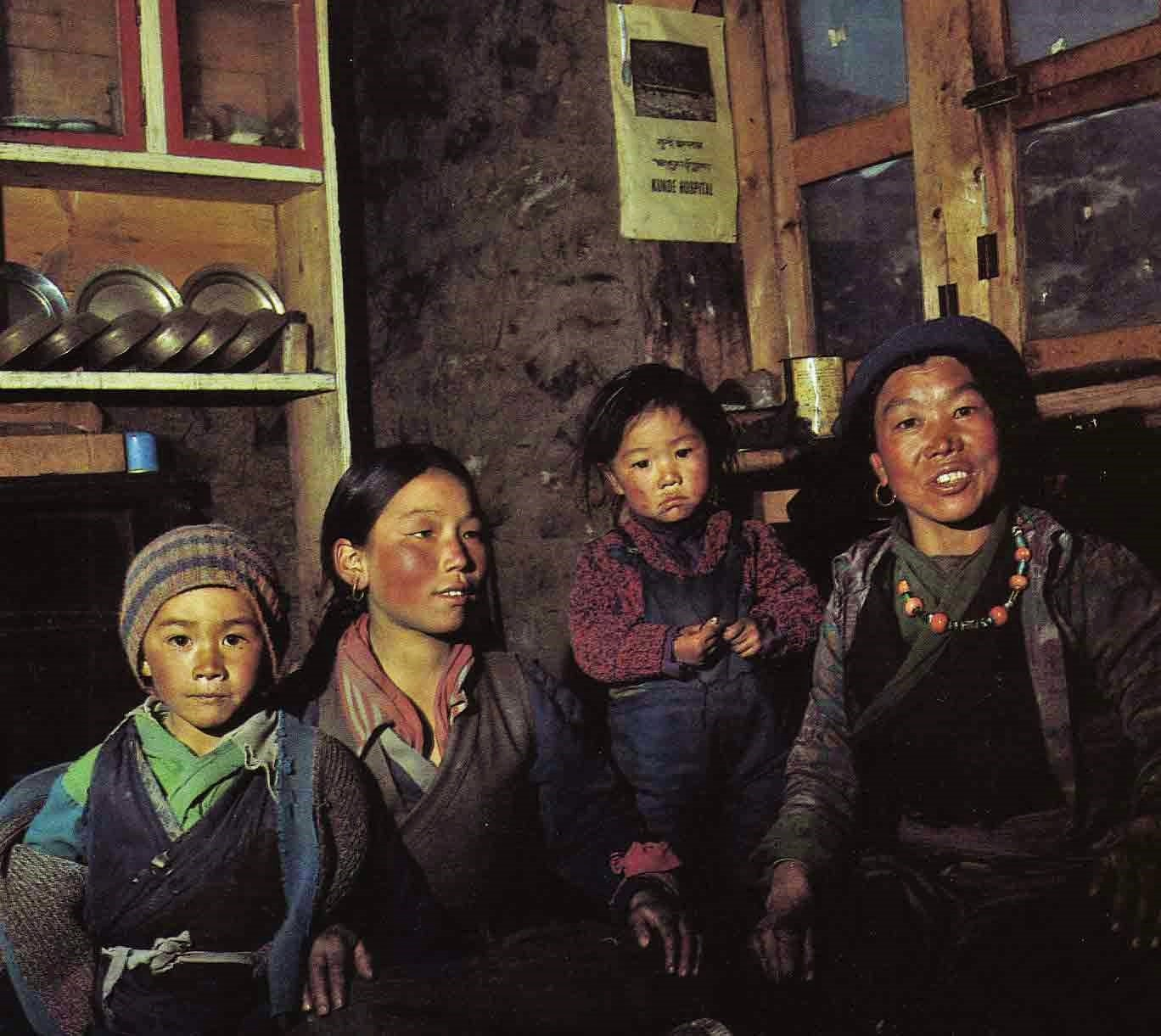
Una familia de Sherpa

Más de 140 millones de personas viven de forma permanente en altitudes elevadas (>2,500 m) en Norteamérica, Centroamérica, Sudamérica, África oriental, y Asia. Estos pueblos se han desarrollado exitosamente por milenios en montañas excepcionalmente altas, sin ninguna complicación aparente. Para la población humana promedio, una estancia breve en estos sitios puede provocar el mal de montaña. Para el nativo montañés, no hay efectos adversos por permanecer a grandes altitudes.
Las adaptaciones fisiológicas y genéticas en nativos de gran altitud implican una modificación en el sistema de transporte de oxígeno de la sangre, especialmente cambios moleculares en la estructura y en las funciones de la hemoglobina, una proteína que transporta el oxígeno por todo el cuerpo. Esto ocurre para compensar el perpetuo ambiente bajo en oxígeno. Esta adaptación está asociada con patrones de desarrollo tales como un elevado peso al nacer, el incremento en la capacidad pulmonar, el aumento en la tasa de respiración, y un elevado metabolismo basal.
La secuenciación del genoma de los tibetanos en 2010 proporcionó la primera pista acerca de la evolución molecular de la adaptación a grandes altitudes. Gracias a esto se encontró que genes como el EPAS1, el PPARA y el EGLN1, los cuales están implicados en la en producción de hemoglobina, tienen cambios moleculares significativos entre los tibetanos. Estos genes funcionan en conjunto con otro genes llamados factores inducibles de la hipoxia (HIF), los cuales a su vez representan uno de los reguladores principales de la producción de glóbulos rojos en respuesta al metabolismo del oxígeno. Además, los tibetanos cuentan con genes pertenecientes a las categorías de enfermedades de reproducción humana (como los genes de las proteínas DAZ, BPY2, CDY, y de los grupos de genes HLA-DQ y HLA-DR) y de procesos biológicos en respuesta al estímulo del daño del ADN y reparación de ADN (como RAD51, RAD52, y MRE11A). Estos genes están relacionados con algunos rasgos adaptativos tales como un peso elevado de nacimiento, y un tono más oscuro de piel.
Entre los andinos, no hay asociaciones significativas entre el EPAS1 o el EGLN1 y la concentración de hemoglobina, indicando variación en el patrón de adaptación molecular. Sin embargo, el EGLN1 parece ser la principal firma de evolución, ya que muestra evidencias de selección positiva tanto en tibetanos como en andinos. Los mecanismos adaptativos son distintos entre los habitantes de altitudes elevadas de Etiopía. El análisis genómico de dos grupos étnicos, los Amhara y los Oromo, reveló que las variaciones genómicas asociadas con la hemoglobina entre tibetanos u otras variantes del mismo locus no influyen en la adaptación de los Etiopianos. En cambio, varios genes parecen estar presentes en los etiopianos, incluyendo el CBARA1, el VAV3, el ARNT2y elTHRB, los cuales son conocidos por jugar un papel importante en las funciones genéticas del HIF.
La mutación del gen EPAS1 en la población tibetana ha sido relacionada con las poblaciones emparentadas con el homínido de Denísova. El haplotipo tibetano es más similar al haplotipo del Denísova que con cualquier otro haplotipo de un humano moderno. Esta mutación tiene una frecuencia alta en la población tibetana, una frecuencia baja en la población Han y de otro modo, solo se encuentra en el genoma secuenciado de los individuos del Denísova. Por tales razones, esta mutación tuvo que haber estado presente antes de que las poblaciones Han y tibetana se separaran hace 2750 años.

## Aves

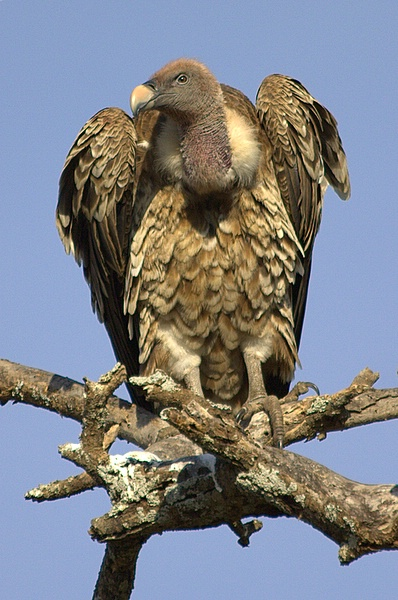
El buitre moteado es capaz de volar hasta 11,2 kilómetros (6,9593573504 mi) km (7.0) por encima del nivel del mar

Las aves han sido especialmente exitosas para adaptarse a la vida a grandes altitudes. En general, las aves tienen características fisiológicas que son ventajosas para el vuelo a grandes altitudes. El sistema respiratorio de las aves mueve el oxígeno a través de la superficie pulmonar durante la inhalación y la exhalación, haciendo que la respiración sea más eficiente que en la de los mamíferos. Además, el aire circula en una dirección a través de los parabronquios en los pulmones. Los parabronquios están orientados de manera perpendicular a las arterias pulmonares, formando un intercambiador de gases en forma de cruz. Este arreglo en el sistema respiratorio de las aves permite que una mayor cantidad de oxígeno sea extraída en comparación con el intercambio de gases por contracorriente de los mamíferos. A medida que el oxígeno se difunde bajo su gradiente de concentración y el aire gradualmente se vuelve más desoxigenado, las arterias pulmonares son todavía capaces de extraer oxígeno. Los pájaros también tienen una gran capacidad para distribuir el oxígeno a los tejidos de su cuerpo debido a que tienen corazones más grandes y un mayor volumen sistólico cardíaco en comparación con los mamíferos de tamaño similar. Asimismo, las aves han aumentado la vascularización hacia sus músculos de vuelo gracias al incremento de la ramificación de los capilares y de las pequeñas fibras musculares (lo cual aumenta la relación superficie-volumen). Estas dos características facilitan la difusión del oxígeno en la sangre hacia el músculo, provocando que el vuelo pueda ser sustentado durante la hipoxia medioambiental. Los corazones y cerebros de las aves son muy sensibles a la hipoxia arterial, y están más vascularizados en comparación con aquellos de los mamíferos. El ánsar indio (Anser indicus) es un volador icónico que atraviesa la cordillera del Himalaya durante la migración, y sirve como sistema modelo de las adaptaciones fisiológicas derivadas para el vuelo a grandes altitudes. El buitre moteado, el cisne cantor, la chova piquigualda, y las grullas comunes han sido capaces de volar a más de 8 kilómetros (8,000 m) por encima del nivel del mar.
La adaptación a grandes altitudes ha fascinado a los ornitólogos por décadas, pero solo una proporción pequeña de especies de gran altitud ha sido estudiada. En el Tíbet, solamente se encuentran pocas aves (28 especies endémicas), incluyendo grullas, buitres, halcones, arrendajos y gansos. Por el contrario, la cordillera de los Andes tiene una diversidad de especies de aves bastante rica. El cóndor andino, el pájaro más grande de su clase en el hemisferio occidental, habita en gran parte del territorio de los Andes, pero generalmente con densidades muy bajas. Algunas especies como los tinamúes (miembros notables del género Nothoprocta), los cauquenes, las taguas gigantes, los carpinteros andinos, los chortilejos cordilleranos, o géneros de aves como el geositta, phrygilus y diuca también se han encontrado en las tierras altas de los Andes.

### Pato colorado

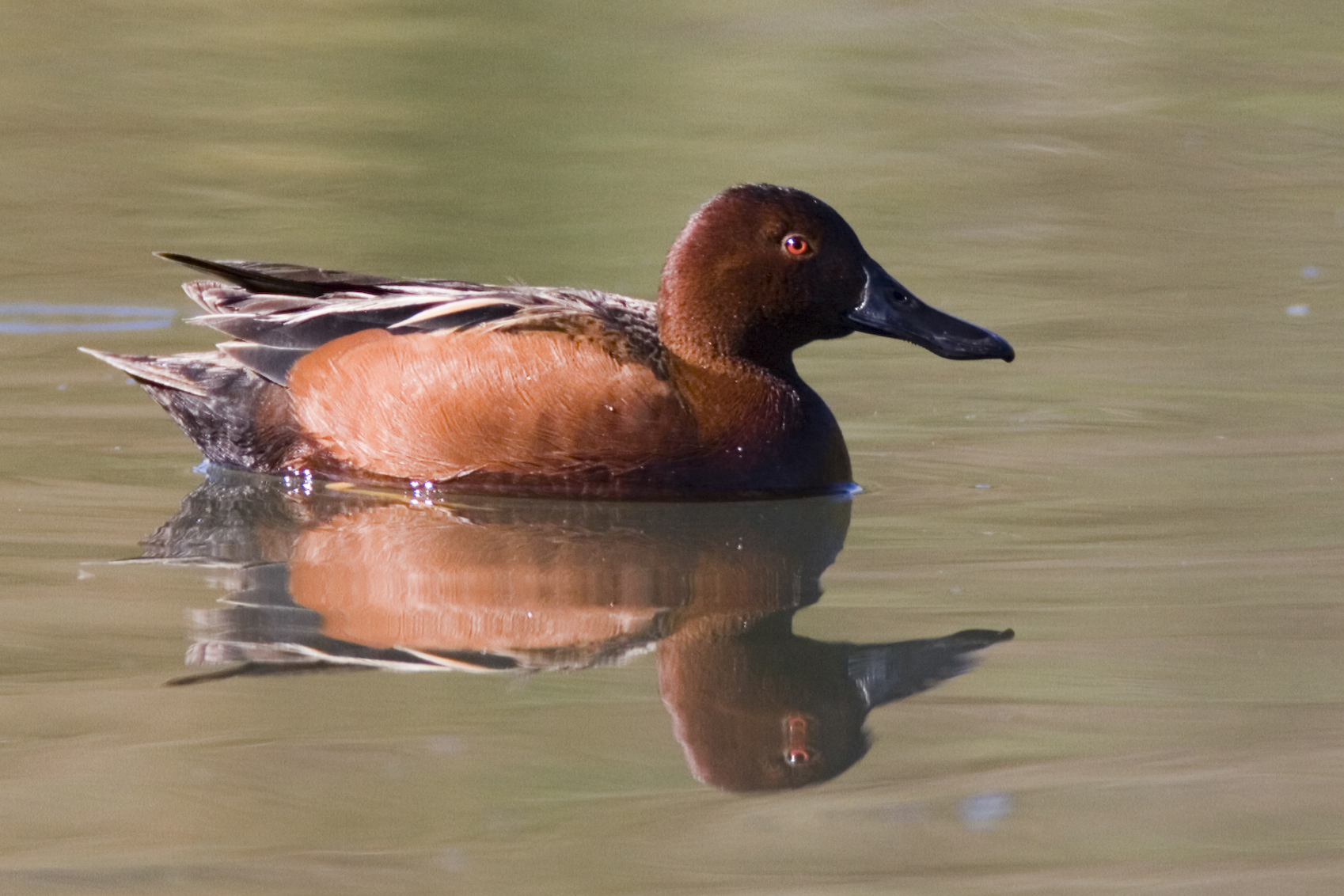
Pato colorado macho

La evidencia sobre la adaptación es más investigada en las aves que habitan en los Andes. Las anátidas y el pato moteado (Anas cyanoptera) han experimentado modificaciones moleculares significativas. Actualmente se conoce que el gen de la subunidad de la α-hemoglobina es altamente estructurado en las poblaciones del pato colorado, lo cual implica una sustitución puntual, casi entera y no sinónima del aminoácido en la posición 9 de la proteína, con la asparraguina presente casi exclusivamente en las especies de baja elevación, y la serina en las especies de gran elevación. Lo anterior implica consecuencias funcionales importantes para la afinidad de oxígeno. Además, existe una fuerte divergencia entre el tamaño de cuerpo que existe en los Andes y en las tierras bajas adyacentes. Estos cambios han moldeado una divergencia morfológica y genética especifica en cada una de las poblaciones sudamericanas del pato colorado.

### Carbonero terrestre
En 2013, el mecanismo molecular de adaptación a grandes altitudes del carbonero terrestre del Tíbet (Pseudopodoces humilis) fue dilucidado utilizando un borrador de la secuencia genómica. La expansión de la familia génica y el análisis de la selección positiva de un gen revelaron los genes que están relacionados con la función cardíaca en el carbonero terrestre. Algunos de los genes identificados que tienen una selección positiva son el ADRBK1 y el HSD17B7, los cuales están involucrados en la respuesta a la adrenalina y en la biosíntesis de esteroides. Por lo tanto, el fortalecimiento del sistema endocrino es una estrategia de adaptación de esta ave.

## Otros animales
El clima alpino del Tíbet alberga una diversidad limitada de especies animales, siendo las serpientes una de las más comunes. Una especie destacable es la araña saltarina de gran altitud, que puede vivir por encima de los 6,500 metros (21,300 ft) de altitud. Existen solo 2 reptiles y 10 anfibios endémicos de las tierras altas del Tíbet. Gloydius himalayanus es quizás la serpiente viva de mayor altitud en el mundo, viviendo en altitudes de hasta 4,900 m en el Himalaya.